# Ligue des champions de l'AFC 2016
Navigation
Édition précédente Édition suivante
La Ligue des champions de l'AFC 2016 est la 35e édition de la plus prestigieuse des compétitions inter-clubs asiatiques, la 14e sous le nom de Ligue des champions. Elle oppose les meilleurs clubs d'Asie qui se sont illustrés dans leurs championnats respectifs la saison précédente. Le vainqueur de cette compétition participe à la Coupe du monde des clubs 2016.

## Participants
La confédération asiatique a d’abord défini des critères que les associations membres doivent respecter pour pouvoir envoyer leurs clubs dans la compétition continentale. Ces critères reposent notamment sur la professionnalisation des clubs, l'état des stades et des infrastructures, l’organisation du championnat local et l'affluence. Selon le degré de respect de ces critères, l'AFC accorde un nombre précis de places aux associations, qui peut aller de quatre places qualificatives pour la phase de groupes et/ou les barrages à aucune si les critères ne sont atteints en aucun point. L'Iraq, Oman, Bahreïn, le Liban et la Syrie sont exclus de la compétition pour n'avoir pas remplit les exigences de l'AFC tandis que le Koweït et l'Indonésie voient leur participation être annulée à la suite de la suspension de leurs fédérations respectives.
11 fédérations obtiennent une ou plusieurs places en phase de groupes. L'AFC conserve le format des barrages sur trois tours instauré en 2014, permettant à de nombreuses fédérations de pouvoir qualifier des équipes par le biais de leur championnat. Il y a ainsi 45 clubs issus de 17 pays inscrits à cette édition 2016 de la Ligue des champions.
| Asie de l'ouest | Asie de l'ouest | Asie de l'ouest | Asie de l'ouest | Asie de l'ouest | Asie de l'ouest | Asie de l'ouest | Asie de l'ouest | Asie de l'est | Asie de l'est | Asie de l'est | Asie de l'est | Asie de l'est | Asie de l'est | Asie de l'est | Asie de l'est |
| Phase de groupes | Phase de groupes | Phase de groupes | Phase de groupes | Phase de groupes | Phase de groupes | Phase de groupes | Phase de groupes | Phase de groupes | Phase de groupes | Phase de groupes | Phase de groupes | Phase de groupes | Phase de groupes | Phase de groupes | Phase de groupes |
| --- | --- | --- | --- | --- | --- | --- | --- | --- | --- | --- | --- | --- | --- | --- | --- |
| - Al Nasr Riyad Champion d'Arabie saoudite en 2014-2015 - Al-Hilal Vainqueur de la coupe du Roi 2015 et 3e d'Arabie saoudite en 2014-2015 - Al-Ahli SC 2e d'Arabie saoudite en 2014-2015 - Sepahan Ispahan Champion d'Iran en 2014-2015 - Zob Ahan Vainqueur de la coupe d'Iran 2015 - Teraktor Sazi 2e d'Iran en 2014-2015 - Pakhtakor Tachkent Champion d'Ouzbékistan en 2015 - Nasaf Qarshi Vainqueur de la coupe d'Ouzbékistan 2015 et 3e d'Ouzbékistan en 2015 - Lokomotiv Tachkent 2e d'Ouzbékistan en 2015 - Al Ain Club Champion des Émirats arabes unis en 2014-2015 - Al Nasr Dubaï Vainqueur de la coupe des Émirats arabes unis 2015 - Lekhwiya Champion du Qatar en 2014-2015 | - Al Nasr Riyad Champion d'Arabie saoudite en 2014-2015 - Al-Hilal Vainqueur de la coupe du Roi 2015 et 3e d'Arabie saoudite en 2014-2015 - Al-Ahli SC 2e d'Arabie saoudite en 2014-2015 - Sepahan Ispahan Champion d'Iran en 2014-2015 - Zob Ahan Vainqueur de la coupe d'Iran 2015 - Teraktor Sazi 2e d'Iran en 2014-2015 - Pakhtakor Tachkent Champion d'Ouzbékistan en 2015 - Nasaf Qarshi Vainqueur de la coupe d'Ouzbékistan 2015 et 3e d'Ouzbékistan en 2015 - Lokomotiv Tachkent 2e d'Ouzbékistan en 2015 - Al Ain Club Champion des Émirats arabes unis en 2014-2015 - Al Nasr Dubaï Vainqueur de la coupe des Émirats arabes unis 2015 - Lekhwiya Champion du Qatar en 2014-2015 | - Al Nasr Riyad Champion d'Arabie saoudite en 2014-2015 - Al-Hilal Vainqueur de la coupe du Roi 2015 et 3e d'Arabie saoudite en 2014-2015 - Al-Ahli SC 2e d'Arabie saoudite en 2014-2015 - Sepahan Ispahan Champion d'Iran en 2014-2015 - Zob Ahan Vainqueur de la coupe d'Iran 2015 - Teraktor Sazi 2e d'Iran en 2014-2015 - Pakhtakor Tachkent Champion d'Ouzbékistan en 2015 - Nasaf Qarshi Vainqueur de la coupe d'Ouzbékistan 2015 et 3e d'Ouzbékistan en 2015 - Lokomotiv Tachkent 2e d'Ouzbékistan en 2015 - Al Ain Club Champion des Émirats arabes unis en 2014-2015 - Al Nasr Dubaï Vainqueur de la coupe des Émirats arabes unis 2015 - Lekhwiya Champion du Qatar en 2014-2015 | - Al Nasr Riyad Champion d'Arabie saoudite en 2014-2015 - Al-Hilal Vainqueur de la coupe du Roi 2015 et 3e d'Arabie saoudite en 2014-2015 - Al-Ahli SC 2e d'Arabie saoudite en 2014-2015 - Sepahan Ispahan Champion d'Iran en 2014-2015 - Zob Ahan Vainqueur de la coupe d'Iran 2015 - Teraktor Sazi 2e d'Iran en 2014-2015 - Pakhtakor Tachkent Champion d'Ouzbékistan en 2015 - Nasaf Qarshi Vainqueur de la coupe d'Ouzbékistan 2015 et 3e d'Ouzbékistan en 2015 - Lokomotiv Tachkent 2e d'Ouzbékistan en 2015 - Al Ain Club Champion des Émirats arabes unis en 2014-2015 - Al Nasr Dubaï Vainqueur de la coupe des Émirats arabes unis 2015 - Lekhwiya Champion du Qatar en 2014-2015 | - Al Nasr Riyad Champion d'Arabie saoudite en 2014-2015 - Al-Hilal Vainqueur de la coupe du Roi 2015 et 3e d'Arabie saoudite en 2014-2015 - Al-Ahli SC 2e d'Arabie saoudite en 2014-2015 - Sepahan Ispahan Champion d'Iran en 2014-2015 - Zob Ahan Vainqueur de la coupe d'Iran 2015 - Teraktor Sazi 2e d'Iran en 2014-2015 - Pakhtakor Tachkent Champion d'Ouzbékistan en 2015 - Nasaf Qarshi Vainqueur de la coupe d'Ouzbékistan 2015 et 3e d'Ouzbékistan en 2015 - Lokomotiv Tachkent 2e d'Ouzbékistan en 2015 - Al Ain Club Champion des Émirats arabes unis en 2014-2015 - Al Nasr Dubaï Vainqueur de la coupe des Émirats arabes unis 2015 - Lekhwiya Champion du Qatar en 2014-2015 | - Al Nasr Riyad Champion d'Arabie saoudite en 2014-2015 - Al-Hilal Vainqueur de la coupe du Roi 2015 et 3e d'Arabie saoudite en 2014-2015 - Al-Ahli SC 2e d'Arabie saoudite en 2014-2015 - Sepahan Ispahan Champion d'Iran en 2014-2015 - Zob Ahan Vainqueur de la coupe d'Iran 2015 - Teraktor Sazi 2e d'Iran en 2014-2015 - Pakhtakor Tachkent Champion d'Ouzbékistan en 2015 - Nasaf Qarshi Vainqueur de la coupe d'Ouzbékistan 2015 et 3e d'Ouzbékistan en 2015 - Lokomotiv Tachkent 2e d'Ouzbékistan en 2015 - Al Ain Club Champion des Émirats arabes unis en 2014-2015 - Al Nasr Dubaï Vainqueur de la coupe des Émirats arabes unis 2015 - Lekhwiya Champion du Qatar en 2014-2015 | - Al Nasr Riyad Champion d'Arabie saoudite en 2014-2015 - Al-Hilal Vainqueur de la coupe du Roi 2015 et 3e d'Arabie saoudite en 2014-2015 - Al-Ahli SC 2e d'Arabie saoudite en 2014-2015 - Sepahan Ispahan Champion d'Iran en 2014-2015 - Zob Ahan Vainqueur de la coupe d'Iran 2015 - Teraktor Sazi 2e d'Iran en 2014-2015 - Pakhtakor Tachkent Champion d'Ouzbékistan en 2015 - Nasaf Qarshi Vainqueur de la coupe d'Ouzbékistan 2015 et 3e d'Ouzbékistan en 2015 - Lokomotiv Tachkent 2e d'Ouzbékistan en 2015 - Al Ain Club Champion des Émirats arabes unis en 2014-2015 - Al Nasr Dubaï Vainqueur de la coupe des Émirats arabes unis 2015 - Lekhwiya Champion du Qatar en 2014-2015 | - Al Nasr Riyad Champion d'Arabie saoudite en 2014-2015 - Al-Hilal Vainqueur de la coupe du Roi 2015 et 3e d'Arabie saoudite en 2014-2015 - Al-Ahli SC 2e d'Arabie saoudite en 2014-2015 - Sepahan Ispahan Champion d'Iran en 2014-2015 - Zob Ahan Vainqueur de la coupe d'Iran 2015 - Teraktor Sazi 2e d'Iran en 2014-2015 - Pakhtakor Tachkent Champion d'Ouzbékistan en 2015 - Nasaf Qarshi Vainqueur de la coupe d'Ouzbékistan 2015 et 3e d'Ouzbékistan en 2015 - Lokomotiv Tachkent 2e d'Ouzbékistan en 2015 - Al Ain Club Champion des Émirats arabes unis en 2014-2015 - Al Nasr Dubaï Vainqueur de la coupe des Émirats arabes unis 2015 - Lekhwiya Champion du Qatar en 2014-2015 | - Jeonbuk Hyundai Motors Champion de Corée du Sud en 2015 - FC Séoul Vainqueur de la coupe de Corée du Sud 2015 - Suwon Samsung Bluewings 2e de Corée du Sud en 2015 - Sanfrecce Hiroshima Champion du Japon en 2015 - Gamba Osaka Vainqueur de la coupe du Japon 2015 et 2e du Japon en 2015 - Urawa Red Diamonds 3e du Japon en 2015 - Melbourne Victory Premier de la saison régulière d'Australie en 2014-2015 - Sydney FC Second de la saison régulière d'Australie en 2014-2015 - Guangzhou Evergrande Champion de Chine en 2015 - Jiangsu Sainty Vainqueur de la coupe de Chine 2015 - Buriram United Champion de Thaïlande en 2015 et vainqueur de la coupe de Thaïlande 2015 - Becamex Bình Dương FC Champion du Viêt Nam en 2015 et vainqueur de la coupe du Viêt Nam 2015 | - Jeonbuk Hyundai Motors Champion de Corée du Sud en 2015 - FC Séoul Vainqueur de la coupe de Corée du Sud 2015 - Suwon Samsung Bluewings 2e de Corée du Sud en 2015 - Sanfrecce Hiroshima Champion du Japon en 2015 - Gamba Osaka Vainqueur de la coupe du Japon 2015 et 2e du Japon en 2015 - Urawa Red Diamonds 3e du Japon en 2015 - Melbourne Victory Premier de la saison régulière d'Australie en 2014-2015 - Sydney FC Second de la saison régulière d'Australie en 2014-2015 - Guangzhou Evergrande Champion de Chine en 2015 - Jiangsu Sainty Vainqueur de la coupe de Chine 2015 - Buriram United Champion de Thaïlande en 2015 et vainqueur de la coupe de Thaïlande 2015 - Becamex Bình Dương FC Champion du Viêt Nam en 2015 et vainqueur de la coupe du Viêt Nam 2015 | - Jeonbuk Hyundai Motors Champion de Corée du Sud en 2015 - FC Séoul Vainqueur de la coupe de Corée du Sud 2015 - Suwon Samsung Bluewings 2e de Corée du Sud en 2015 - Sanfrecce Hiroshima Champion du Japon en 2015 - Gamba Osaka Vainqueur de la coupe du Japon 2015 et 2e du Japon en 2015 - Urawa Red Diamonds 3e du Japon en 2015 - Melbourne Victory Premier de la saison régulière d'Australie en 2014-2015 - Sydney FC Second de la saison régulière d'Australie en 2014-2015 - Guangzhou Evergrande Champion de Chine en 2015 - Jiangsu Sainty Vainqueur de la coupe de Chine 2015 - Buriram United Champion de Thaïlande en 2015 et vainqueur de la coupe de Thaïlande 2015 - Becamex Bình Dương FC Champion du Viêt Nam en 2015 et vainqueur de la coupe du Viêt Nam 2015 | - Jeonbuk Hyundai Motors Champion de Corée du Sud en 2015 - FC Séoul Vainqueur de la coupe de Corée du Sud 2015 - Suwon Samsung Bluewings 2e de Corée du Sud en 2015 - Sanfrecce Hiroshima Champion du Japon en 2015 - Gamba Osaka Vainqueur de la coupe du Japon 2015 et 2e du Japon en 2015 - Urawa Red Diamonds 3e du Japon en 2015 - Melbourne Victory Premier de la saison régulière d'Australie en 2014-2015 - Sydney FC Second de la saison régulière d'Australie en 2014-2015 - Guangzhou Evergrande Champion de Chine en 2015 - Jiangsu Sainty Vainqueur de la coupe de Chine 2015 - Buriram United Champion de Thaïlande en 2015 et vainqueur de la coupe de Thaïlande 2015 - Becamex Bình Dương FC Champion du Viêt Nam en 2015 et vainqueur de la coupe du Viêt Nam 2015 | - Jeonbuk Hyundai Motors Champion de Corée du Sud en 2015 - FC Séoul Vainqueur de la coupe de Corée du Sud 2015 - Suwon Samsung Bluewings 2e de Corée du Sud en 2015 - Sanfrecce Hiroshima Champion du Japon en 2015 - Gamba Osaka Vainqueur de la coupe du Japon 2015 et 2e du Japon en 2015 - Urawa Red Diamonds 3e du Japon en 2015 - Melbourne Victory Premier de la saison régulière d'Australie en 2014-2015 - Sydney FC Second de la saison régulière d'Australie en 2014-2015 - Guangzhou Evergrande Champion de Chine en 2015 - Jiangsu Sainty Vainqueur de la coupe de Chine 2015 - Buriram United Champion de Thaïlande en 2015 et vainqueur de la coupe de Thaïlande 2015 - Becamex Bình Dương FC Champion du Viêt Nam en 2015 et vainqueur de la coupe du Viêt Nam 2015 | - Jeonbuk Hyundai Motors Champion de Corée du Sud en 2015 - FC Séoul Vainqueur de la coupe de Corée du Sud 2015 - Suwon Samsung Bluewings 2e de Corée du Sud en 2015 - Sanfrecce Hiroshima Champion du Japon en 2015 - Gamba Osaka Vainqueur de la coupe du Japon 2015 et 2e du Japon en 2015 - Urawa Red Diamonds 3e du Japon en 2015 - Melbourne Victory Premier de la saison régulière d'Australie en 2014-2015 - Sydney FC Second de la saison régulière d'Australie en 2014-2015 - Guangzhou Evergrande Champion de Chine en 2015 - Jiangsu Sainty Vainqueur de la coupe de Chine 2015 - Buriram United Champion de Thaïlande en 2015 et vainqueur de la coupe de Thaïlande 2015 - Becamex Bình Dương FC Champion du Viêt Nam en 2015 et vainqueur de la coupe du Viêt Nam 2015 | - Jeonbuk Hyundai Motors Champion de Corée du Sud en 2015 - FC Séoul Vainqueur de la coupe de Corée du Sud 2015 - Suwon Samsung Bluewings 2e de Corée du Sud en 2015 - Sanfrecce Hiroshima Champion du Japon en 2015 - Gamba Osaka Vainqueur de la coupe du Japon 2015 et 2e du Japon en 2015 - Urawa Red Diamonds 3e du Japon en 2015 - Melbourne Victory Premier de la saison régulière d'Australie en 2014-2015 - Sydney FC Second de la saison régulière d'Australie en 2014-2015 - Guangzhou Evergrande Champion de Chine en 2015 - Jiangsu Sainty Vainqueur de la coupe de Chine 2015 - Buriram United Champion de Thaïlande en 2015 et vainqueur de la coupe de Thaïlande 2015 - Becamex Bình Dương FC Champion du Viêt Nam en 2015 et vainqueur de la coupe du Viêt Nam 2015 | - Jeonbuk Hyundai Motors Champion de Corée du Sud en 2015 - FC Séoul Vainqueur de la coupe de Corée du Sud 2015 - Suwon Samsung Bluewings 2e de Corée du Sud en 2015 - Sanfrecce Hiroshima Champion du Japon en 2015 - Gamba Osaka Vainqueur de la coupe du Japon 2015 et 2e du Japon en 2015 - Urawa Red Diamonds 3e du Japon en 2015 - Melbourne Victory Premier de la saison régulière d'Australie en 2014-2015 - Sydney FC Second de la saison régulière d'Australie en 2014-2015 - Guangzhou Evergrande Champion de Chine en 2015 - Jiangsu Sainty Vainqueur de la coupe de Chine 2015 - Buriram United Champion de Thaïlande en 2015 et vainqueur de la coupe de Thaïlande 2015 - Becamex Bình Dương FC Champion du Viêt Nam en 2015 et vainqueur de la coupe du Viêt Nam 2015 |
| Troisième tour des barrages | | | | | | | | | | | | | | | |
| - Al-Ittihad 4e d'Arabie saoudite en 2014-2015 - Naft Téhéran 3e d'Iran en 2014-2015 - Bunyodkor 4e d'Ouzbékistan en 2015 - Al-Jazira 2e des Émirats arabes unis en 2014-2015 - Al-Shabab 3e des Émirats arabes unis en 2014-2015 - Al Sadd Vainqueur de la coupe du Qatar 2015 et 2e du Qatar en 2014-2015 - El Jaish SC 3e des Qatar en 2014-2015 - Al-Weehdat Champion de Jordanie en 2014-2015 | - Al-Ittihad 4e d'Arabie saoudite en 2014-2015 - Naft Téhéran 3e d'Iran en 2014-2015 - Bunyodkor 4e d'Ouzbékistan en 2015 - Al-Jazira 2e des Émirats arabes unis en 2014-2015 - Al-Shabab 3e des Émirats arabes unis en 2014-2015 - Al Sadd Vainqueur de la coupe du Qatar 2015 et 2e du Qatar en 2014-2015 - El Jaish SC 3e des Qatar en 2014-2015 - Al-Weehdat Champion de Jordanie en 2014-2015 | - Al-Ittihad 4e d'Arabie saoudite en 2014-2015 - Naft Téhéran 3e d'Iran en 2014-2015 - Bunyodkor 4e d'Ouzbékistan en 2015 - Al-Jazira 2e des Émirats arabes unis en 2014-2015 - Al-Shabab 3e des Émirats arabes unis en 2014-2015 - Al Sadd Vainqueur de la coupe du Qatar 2015 et 2e du Qatar en 2014-2015 - El Jaish SC 3e des Qatar en 2014-2015 - Al-Weehdat Champion de Jordanie en 2014-2015 | - Al-Ittihad 4e d'Arabie saoudite en 2014-2015 - Naft Téhéran 3e d'Iran en 2014-2015 - Bunyodkor 4e d'Ouzbékistan en 2015 - Al-Jazira 2e des Émirats arabes unis en 2014-2015 - Al-Shabab 3e des Émirats arabes unis en 2014-2015 - Al Sadd Vainqueur de la coupe du Qatar 2015 et 2e du Qatar en 2014-2015 - El Jaish SC 3e des Qatar en 2014-2015 - Al-Weehdat Champion de Jordanie en 2014-2015 | - Al-Ittihad 4e d'Arabie saoudite en 2014-2015 - Naft Téhéran 3e d'Iran en 2014-2015 - Bunyodkor 4e d'Ouzbékistan en 2015 - Al-Jazira 2e des Émirats arabes unis en 2014-2015 - Al-Shabab 3e des Émirats arabes unis en 2014-2015 - Al Sadd Vainqueur de la coupe du Qatar 2015 et 2e du Qatar en 2014-2015 - El Jaish SC 3e des Qatar en 2014-2015 - Al-Weehdat Champion de Jordanie en 2014-2015 | - Al-Ittihad 4e d'Arabie saoudite en 2014-2015 - Naft Téhéran 3e d'Iran en 2014-2015 - Bunyodkor 4e d'Ouzbékistan en 2015 - Al-Jazira 2e des Émirats arabes unis en 2014-2015 - Al-Shabab 3e des Émirats arabes unis en 2014-2015 - Al Sadd Vainqueur de la coupe du Qatar 2015 et 2e du Qatar en 2014-2015 - El Jaish SC 3e des Qatar en 2014-2015 - Al-Weehdat Champion de Jordanie en 2014-2015 | - Al-Ittihad 4e d'Arabie saoudite en 2014-2015 - Naft Téhéran 3e d'Iran en 2014-2015 - Bunyodkor 4e d'Ouzbékistan en 2015 - Al-Jazira 2e des Émirats arabes unis en 2014-2015 - Al-Shabab 3e des Émirats arabes unis en 2014-2015 - Al Sadd Vainqueur de la coupe du Qatar 2015 et 2e du Qatar en 2014-2015 - El Jaish SC 3e des Qatar en 2014-2015 - Al-Weehdat Champion de Jordanie en 2014-2015 | - Al-Ittihad 4e d'Arabie saoudite en 2014-2015 - Naft Téhéran 3e d'Iran en 2014-2015 - Bunyodkor 4e d'Ouzbékistan en 2015 - Al-Jazira 2e des Émirats arabes unis en 2014-2015 - Al-Shabab 3e des Émirats arabes unis en 2014-2015 - Al Sadd Vainqueur de la coupe du Qatar 2015 et 2e du Qatar en 2014-2015 - El Jaish SC 3e des Qatar en 2014-2015 - Al-Weehdat Champion de Jordanie en 2014-2015 | - Pohang Steelers 3e de Corée du Sud en 2015 - FC Tokyo 4e du Japon en 2015 - Adélaïde United 3e de la saison régulière d'Australie en 2014-2015 - Shanghai SIPG 2e de Chine en 2015 | - Pohang Steelers 3e de Corée du Sud en 2015 - FC Tokyo 4e du Japon en 2015 - Adélaïde United 3e de la saison régulière d'Australie en 2014-2015 - Shanghai SIPG 2e de Chine en 2015 | - Pohang Steelers 3e de Corée du Sud en 2015 - FC Tokyo 4e du Japon en 2015 - Adélaïde United 3e de la saison régulière d'Australie en 2014-2015 - Shanghai SIPG 2e de Chine en 2015 | - Pohang Steelers 3e de Corée du Sud en 2015 - FC Tokyo 4e du Japon en 2015 - Adélaïde United 3e de la saison régulière d'Australie en 2014-2015 - Shanghai SIPG 2e de Chine en 2015 | - Pohang Steelers 3e de Corée du Sud en 2015 - FC Tokyo 4e du Japon en 2015 - Adélaïde United 3e de la saison régulière d'Australie en 2014-2015 - Shanghai SIPG 2e de Chine en 2015 | - Pohang Steelers 3e de Corée du Sud en 2015 - FC Tokyo 4e du Japon en 2015 - Adélaïde United 3e de la saison régulière d'Australie en 2014-2015 - Shanghai SIPG 2e de Chine en 2015 | - Pohang Steelers 3e de Corée du Sud en 2015 - FC Tokyo 4e du Japon en 2015 - Adélaïde United 3e de la saison régulière d'Australie en 2014-2015 - Shanghai SIPG 2e de Chine en 2015 | - Pohang Steelers 3e de Corée du Sud en 2015 - FC Tokyo 4e du Japon en 2015 - Adélaïde United 3e de la saison régulière d'Australie en 2014-2015 - Shanghai SIPG 2e de Chine en 2015 |
| Deuxième tour des barrages | | | | | | | | | | | | | | | |
| Aucun club | Aucun club | Aucun club | Aucun club | Aucun club | Aucun club | Aucun club | Aucun club | - Shandong Luneng Taishan 3e de Chine en 2015 - Muangthong United 2e de Thaïlande en 2015 - Chonburi FC 4e de Thaïlande en 2015 - T&T Hanoi 2e du Viêt Nam en 2015 - Kitchee SC Champion de Hong Kong en 2014-2015 - Yangon United Champion de Birmanie en 2015 - Johor FC Champion de Malaisie en 2015 | - Shandong Luneng Taishan 3e de Chine en 2015 - Muangthong United 2e de Thaïlande en 2015 - Chonburi FC 4e de Thaïlande en 2015 - T&T Hanoi 2e du Viêt Nam en 2015 - Kitchee SC Champion de Hong Kong en 2014-2015 - Yangon United Champion de Birmanie en 2015 - Johor FC Champion de Malaisie en 2015 | - Shandong Luneng Taishan 3e de Chine en 2015 - Muangthong United 2e de Thaïlande en 2015 - Chonburi FC 4e de Thaïlande en 2015 - T&T Hanoi 2e du Viêt Nam en 2015 - Kitchee SC Champion de Hong Kong en 2014-2015 - Yangon United Champion de Birmanie en 2015 - Johor FC Champion de Malaisie en 2015 | - Shandong Luneng Taishan 3e de Chine en 2015 - Muangthong United 2e de Thaïlande en 2015 - Chonburi FC 4e de Thaïlande en 2015 - T&T Hanoi 2e du Viêt Nam en 2015 - Kitchee SC Champion de Hong Kong en 2014-2015 - Yangon United Champion de Birmanie en 2015 - Johor FC Champion de Malaisie en 2015 | - Shandong Luneng Taishan 3e de Chine en 2015 - Muangthong United 2e de Thaïlande en 2015 - Chonburi FC 4e de Thaïlande en 2015 - T&T Hanoi 2e du Viêt Nam en 2015 - Kitchee SC Champion de Hong Kong en 2014-2015 - Yangon United Champion de Birmanie en 2015 - Johor FC Champion de Malaisie en 2015 | - Shandong Luneng Taishan 3e de Chine en 2015 - Muangthong United 2e de Thaïlande en 2015 - Chonburi FC 4e de Thaïlande en 2015 - T&T Hanoi 2e du Viêt Nam en 2015 - Kitchee SC Champion de Hong Kong en 2014-2015 - Yangon United Champion de Birmanie en 2015 - Johor FC Champion de Malaisie en 2015 | - Shandong Luneng Taishan 3e de Chine en 2015 - Muangthong United 2e de Thaïlande en 2015 - Chonburi FC 4e de Thaïlande en 2015 - T&T Hanoi 2e du Viêt Nam en 2015 - Kitchee SC Champion de Hong Kong en 2014-2015 - Yangon United Champion de Birmanie en 2015 - Johor FC Champion de Malaisie en 2015 | - Shandong Luneng Taishan 3e de Chine en 2015 - Muangthong United 2e de Thaïlande en 2015 - Chonburi FC 4e de Thaïlande en 2015 - T&T Hanoi 2e du Viêt Nam en 2015 - Kitchee SC Champion de Hong Kong en 2014-2015 - Yangon United Champion de Birmanie en 2015 - Johor FC Champion de Malaisie en 2015 |
| Premier tour des barrages | | | | | | | | | | | | | | | |
| Aucun club | Aucun club | Aucun club | Aucun club | Aucun club | Aucun club | Aucun club | Aucun club | - Mohun Bagan Champion d'Inde en 2014-2015 - Tampines Rovers 2e de Singapour en 2015 | - Mohun Bagan Champion d'Inde en 2014-2015 - Tampines Rovers 2e de Singapour en 2015 | - Mohun Bagan Champion d'Inde en 2014-2015 - Tampines Rovers 2e de Singapour en 2015 | - Mohun Bagan Champion d'Inde en 2014-2015 - Tampines Rovers 2e de Singapour en 2015 | - Mohun Bagan Champion d'Inde en 2014-2015 - Tampines Rovers 2e de Singapour en 2015 | - Mohun Bagan Champion d'Inde en 2014-2015 - Tampines Rovers 2e de Singapour en 2015 | - Mohun Bagan Champion d'Inde en 2014-2015 - Tampines Rovers 2e de Singapour en 2015 | - Mohun Bagan Champion d'Inde en 2014-2015 - Tampines Rovers 2e de Singapour en 2015 |

## Calendrier
| Nom                                             | Tirage au sort | Date aller                          | Date retour                   | Équipes participantes | Équipes restantes |
| Barrages                                        | Barrages       | Barrages                            | Barrages                      | Barrages              | Barrages          |
| ----------------------------------------------- | -------------- | ----------------------------------- | ----------------------------- | --------------------- | ----------------- |
| Premier tour                                    |                | 27 janvier                          | 27 janvier                    | 2                     | 1                 |
| Deuxième tour                                   |                | 2 février                           | 2 février                     | 8                     | 4                 |
| Troisième tour                                  |                | 9 février                           | 9 février                     | 16                    | 8                 |
| Phase de groupes                                |                |                                     |                               |                       |                   |
| Journées 1 et 4 Journées 2 et 5 Journées 3 et 6 |                | 23-24 février 1er-2 mars 15-16 mars | 5-6 avril 19-20 avril 3-4 mai | 32                    | 32 à 16           |
| Phase finale                                    |                |                                     |                               |                       |                   |
| Huitièmes de finale                             |                | 17-18 mai                           | 24-25 mai                     | 16                    | 16 à 8            |
| Quarts de finale                                |                | 13-14 août                          | 20-21 septembre               | 8                     | 8 à 4             |
| Demi-finales                                    | 18-19 octobre  | 25-26 octobre                       | 4                             | 4 à 2                 |                   |
| Finale                                          | 19 novembre    | 26 novembre                         | 2                             | 2 à 1                 |                   |

## Barrages
| Al-Ittihad   | 2–1                | Al-Weehdat  |
| Naft Téhéran | 0–2                | El Jaish SC |
| FC Bunyodkor | 2–0                | Al-Shabab   |
| Al-Jazira    | 2–2 (5-4 t. a. b.) | Al Sadd     |

| Asie de l'Est     | Asie de l'Est      | Asie de l'Est     | Asie de l'Est | Asie de l'Est | Asie de l'Est | Asie de l'Est | Asie de l'Est |
| Club              | Score              | Club              |               |               |               |               |               |
| Premier tour      | Premier tour       | Premier tour      | Premier tour  | Premier tour  | Premier tour  | Premier tour  | Premier tour  |
| ----------------- | ------------------ | ----------------- | ------------- | ------------- | ------------- | ------------- | ------------- |
| Mohun Bagan       | 3–1                | Tampines Rovers   |               |               |               |               |               |
| Deuxième tour     |                    |                   |               |               |               |               |               |
| T&T Hanoi         | 1–0                | Kitchee SC        |               |               |               |               |               |
| Chonburi FC       | 3–2 a. p.          | Yangon United     |               |               |               |               |               |
| Shandong Luneng   | 6-0                | Mohun Bagan       |               |               |               |               |               |
| Muangthong United | 0–0 (3-0 t. a. b.) | Johor FC          |               |               |               |               |               |
| Troisième tour    |                    |                   |               |               |               |               |               |
| Pohang Steelers   | 3–0                | T&T Hanoi         |               |               |               |               |               |
| FC Tokyo          | 9–0                | Chonburi FC       |               |               |               |               |               |
| Adélaïde United   | 1–2                | Shandong Luneng   |               |               |               |               |               |
| Shanghai SIPG     | 3–0                | Muangthong United |               |               |               |               |               |

## Phase de groupes

### Groupe A
| Rang | Équipe             | Pts | J | G | N | P | Bp | Bc | Diff |  | Résultats (▼ dom., ► ext.) |     |     |     |     |
| ---- | ------------------ | --- | - | - | - | - | -- | -- | ---- |  | -------------------------- | --- | --- | --- | --- |
| 1    | Lokomotiv Tachkent | 10  | 6 | 2 | 4 | 0 | 6  | 3  | +3   |  | Lokomotiv Tachkent         |     | 1-1 | 0-0 | 1-0 |
| 2    | Al Nasr Dubaï      | 9   | 6 | 2 | 3 | 1 | 5  | 4  | +1   |  | Al Nasr Dubaï              | 0-0 |     | 1-1 | 2-0 |
| 3    | Al-Ittihad         | 9   | 6 | 2 | 3 | 1 | 9  | 4  | +5   |  | Al-Ittihad                 | 1-1 | 1-2 |     | 4-0 |
| 4    | Sepahan Ispahan    | 3   | 6 | 1 | 0 | 5 | 2  | 11 | -9   |  | Sepahan Ispahan            | 0-2 | 2-0 | 0-2 |     |

### Groupe B
| Rang | Équipe        | Pts | J | G | N | P | Bp | Bc | Diff |  | Résultats (▼ dom., ► ext.) |     |     |     |     |
| ---- | ------------- | --- | - | - | - | - | -- | -- | ---- |  | -------------------------- | --- | --- | --- | --- |
| 1    | Zob Ahan      | 14  | 6 | 4 | 2 | 0 | 13 | 2  | +11  |  | Zob Ahan                   |     | 3-0 | 5-2 | 0-0 |
| 2    | Lekhwiya      | 9   | 6 | 2 | 3 | 1 | 7  | 2  | +5   |  | Lekhwiya                   | 0-1 | 4-0 | 0-0 |     |
| 3    | Al Nasr Riyad | 5   | 6 | 1 | 2 | 3 | 5  | 14 | -9   |  | Al Nasr Riyad              | 0-3 |     | 3-3 | 1-1 |
| 4    | FC Bunyodkor  | 3   | 6 | 0 | 3 | 3 | 5  | 11 | -6   |  | FC Bunyodkor               | 0-0 | 0-1 |     | 0-2 |

### Groupe C
| Rang | Équipe             | Pts | J | G | N | P | Bp | Bc | Diff |  | Résultats (▼ dom., ► ext.) |     |     |     |     |
| ---- | ------------------ | --- | - | - | - | - | -- | -- | ---- |  | -------------------------- | --- | --- | --- | --- |
| 1    | Teraktor Sazi      | 12  | 6 | 4 | 0 | 2 | 10 | 3  | +7   |  | Teraktor Sazi              |     | 1-2 | 2-0 | 4-0 |
| 2    | Al-Hilal           | 11  | 6 | 3 | 2 | 1 | 10 | 7  | +3   |  | Al-Hilal                   | 0-2 |     | 4-1 | 1-0 |
| 3    | Pakhtakor Tachkent | 10  | 6 | 3 | 1 | 2 | 10 | 9  | +1   |  | Pakhtakor Tachkent         | 1-0 | 2-2 |     | 3-0 |
| 4    | Al-Jazira          | 1   | 6 | 0 | 1 | 5 | 2  | 13 | -11  |  | Al-Jazira                  | 0-1 | 1-1 | 1-3 |     |

### Groupe D
| Rang | Équipe       | Pts | J | G | N | P | Bp | Bc | Diff |  | Résultats (▼ dom., ► ext.) |     |     |     |     |
| ---- | ------------ | --- | - | - | - | - | -- | -- | ---- |  | -------------------------- | --- | --- | --- | --- |
| 1    | El Jaish SC  | 10  | 6 | 3 | 1 | 2 | 6  | 8  | -2   |  | El Jaish SC                |     | 2-1 | 1-4 | 1-0 |
| 2    | Al Ain Club  | 10  | 6 | 3 | 1 | 2 | 8  | 6  | +2   |  | Al Ain Club                | 1-2 |     | 1-0 | 2-0 |
| 3    | Al-Ahli SC   | 9   | 6 | 3 | 0 | 3 | 10 | 7  | +3   |  | Al-Ahli SC                 | 2-0 | 1-2 |     | 2-1 |
| 4    | Nasaf Qarshi | 5   | 6 | 1 | 2 | 3 | 4  | 7  | -3   |  | Nasaf Qarshi               | 0-0 | 1-1 | 2-1 |     |

### Groupe E
| Rang | Équipe                 | Pts | J | G | N | P | Bp | Bc | Diff |  | Résultats (▼ dom., ► ext.) |     |     |     |     |
| ---- | ---------------------- | --- | - | - | - | - | -- | -- | ---- |  | -------------------------- | --- | --- | --- | --- |
| 1    | Jeonbuk Hyundai Motors | 10  | 6 | 3 | 1 | 2 | 13 | 9  | +4   |  | Jeonbuk Hyundai Motors     |     | 2-2 | 2-0 | 2-1 |
| 2    | FC Tokyo               | 10  | 6 | 3 | 1 | 2 | 8  | 8  | 0    |  | FC Tokyo                   | 0-3 | 0-0 | 3-1 |     |
| 3    | Jiangsu Sainty         | 9   | 6 | 2 | 3 | 1 | 10 | 7  | +3   |  | Jiangsu Sainty             | 3-2 |     | 3-0 | 1-2 |
| 4    | Becamex Bình Dương FC  | 4   | 6 | 1 | 1 | 4 | 6  | 13 | -7   |  | Becamex Bình Dương FC      | 3-2 | 1-1 |     | 1-2 |

### Groupe F
| Rang | Équipe              | Pts | J | G | N | P | Bp | Bc | Diff |  | Résultats (▼ dom., ► ext.) |     |     |     |     |
| ---- | ------------------- | --- | - | - | - | - | -- | -- | ---- |  | -------------------------- | --- | --- | --- | --- |
| 1    | FC Séoul            | 13  | 6 | 4 | 1 | 1 | 17 | 5  | +12  |  | FC Séoul                   | 4-1 |     | 2-1 | 0-0 |
| 2    | Shandong Luneng     | 11  | 6 | 3 | 2 | 1 | 7  | 5  | +2   |  | Shandong Luneng            | 1-0 | 1-4 | 3-0 |     |
| 3    | Sanfrecce Hiroshima | 9   | 6 | 3 | 0 | 3 | 9  | 8  | +1   |  | Sanfrecce Hiroshima        |     | 2-1 | 3-0 | 1-2 |
| 4    | Buriram United      | 1   | 6 | 0 | 1 | 5 | 1  | 16 | -15  |  | Buriram United             | 0-2 | 0-6 |     | 0-0 |

### Groupe G
| Rang | Équipe                  | Pts | J | G | N | P | Bp | Bc | Diff |  | Résultats (▼ dom., ► ext.) |     |     |     |     |
| ---- | ----------------------- | --- | - | - | - | - | -- | -- | ---- |  | -------------------------- | --- | --- | --- | --- |
| 1    | Shanghai SIPG           | 12  | 6 | 4 | 0 | 2 | 10 | 8  | +2   |  | Shanghai SIPG              | 3-1 | 2-1 | 2-1 |     |
| 2    | Melbourne Victory       | 9   | 6 | 2 | 3 | 1 | 7  | 7  | 0    |  | Melbourne Victory          |     | 2-1 | 0-0 | 2-1 |
| 3    | Suwon Samsung Bluewings | 9   | 6 | 2 | 3 | 1 | 7  | 4  | +3   |  | Suwon Samsung Bluewings    | 1-1 | 0-0 |     | 3-0 |
| 4    | Gamba Osaka             | 2   | 6 | 0 | 2 | 4 | 4  | 9  | -5   |  | Gamba Osaka                | 1-1 |     | 1-2 | 0-2 |

### Groupe H
| Rang | Équipe               | Pts | J | G | N | P | Bp | Bc | Diff |  | Résultats (▼ dom., ► ext.) |     |     |     |     |
| ---- | -------------------- | --- | - | - | - | - | -- | -- | ---- |  | -------------------------- | --- | --- | --- | --- |
| 1    | Sydney FC            | 10  | 6 | 3 | 1 | 2 | 4  | 4  | 0    |  | Sydney FC                  | 2-1 |     | 0-0 | 1-0 |
| 2    | Urawa Red Diamonds   | 9   | 6 | 2 | 3 | 1 | 6  | 4  | +2   |  | Urawa Red Diamonds         | 1-0 | 2-0 |     | 1-1 |
| 3    | Guangzhou Evergrande | 8   | 6 | 2 | 2 | 2 | 6  | 5  | +1   |  | Guangzhou Evergrande       |     | 1-0 | 2-2 | 0-0 |
| 4    | Pohang Steelers      | 5   | 6 | 1 | 2 | 3 | 2  | 5  | -3   |  | Pohang Steelers            | 0-2 | 0-1 | 1-0 |     |

## Phase finale

### Huitièmes de finale
| Équipe             | Aller           | Total           | Retour          | Équipe                 |
| Asie de l'Ouest    | Asie de l'Ouest | Asie de l'Ouest | Asie de l'Ouest | Asie de l'Ouest        |
| ------------------ | --------------- | --------------- | --------------- | ---------------------- |
| Al-Hilal           | 0 – 0           | 1 – 2           | 1 – 2           | Lokomotiv Tachkent     |
| Al-Nasr            | 4 – 1           | 5 – 4           | 1 – 3           | Teraktor Sazi          |
| Al-Ain             | 1 – 1           | 3 – 1           | 2 – 0           | Zob Ahan               |
| Lekhwiya           | 0 – 4           | 4 – 6           | 4 – 2           | El-Jaish               |
| Asie de l'Est      |                 |                 |                 |                        |
| Melbourne Victory  | 1 – 1           | 2 – 3           | 1 – 2           | Jeonbuk Hyundai Motors |
| FC Tokyo           | 2 – 1           | 2 – 2           | 0 – 1           | Shanghai SIPG          |
| Urawa Red Diamonds | 1 – 0           | 3 – 3 (6-7p)    | 2 – 3           | FC Séoul               |
| Shandong Luneng    | 1 – 1           | 3 – 3           | 2 – 2           | Sydney FC              |

### Quarts de finale
| Équipe          | Aller           | Total           | Retour          | Équipe                 |
| Asie de l'Ouest | Asie de l'Ouest | Asie de l'Ouest | Asie de l'Ouest | Asie de l'Ouest        |
| --------------- | --------------- | --------------- | --------------- | ---------------------- |
| Al-Ain          | 0 – 0           | 1 – 0           | 1 – 0           | Lokomotiv Tachkent     |
| El-Jaish        | 3 - 0           | 4 – 0           | 1 – 0           | Al-Nasr                |
| Asie de l'Est   |                 |                 |                 |                        |
| Shanghai SIPG   | 0 – 0           | 0 – 5           | 0 – 5           | Jeonbuk Hyundai Motors |
| FC Séoul        | 3 – 1           | 4 – 2           | 1 – 1           | Shandong Luneng        |

### Demi-finales
| Équipe                 | Aller           | Total           | Retour          | Équipe          |
| Asie de l'Ouest        | Asie de l'Ouest | Asie de l'Ouest | Asie de l'Ouest | Asie de l'Ouest |
| ---------------------- | --------------- | --------------- | --------------- | --------------- |
| Al Ain Club            | 3 – 1           | 5 – 3           | 2 – 2           | El Jaish SC     |
| Asie de l'Est          |                 |                 |                 |                 |
| Jeonbuk Hyundai Motors | 4 – 1           | 5 – 3           | 1 – 2           | FC Séoul        |

### Finale
| 19 novembre 2016 | Jeonbuk Hyundai Motors   | 2 - 1 | Al Ain Club  | Stade de la Coupe du monde de Jeonju, Jeonju  |                                               |
| 19:00 UTC+9      | Leonardo 70e, 77e (pen.) |       | 63e Asprilla | Spectateurs : 36 158 Arbitrage : Ahmed Al-Kaf | Spectateurs : 36 158 Arbitrage : Ahmed Al-Kaf |
| 19:00 UTC+9      | (Rapport)                |       |              | Spectateurs : 36 158 Arbitrage : Ahmed Al-Kaf | Spectateurs : 36 158 Arbitrage : Ahmed Al-Kaf |

| 26 novembre 2016 | Al Ain Club       | 1 - 1 | Jeonbuk Hyundai Motors | Stade Hazza Bin Zayed, Al-Aïn               |                                             |
| 18:30 UTC+4      | Lee Myung-joo 34e |       | 29e Han Kyo-won        | Spectateurs : 23 239 Arbitrage : Ryūji Satō | Spectateurs : 23 239 Arbitrage : Ryūji Satō |

| Ligue des champions de l'AFC Vainqueur 2016 |
| ------------------------------------------- |
| Drapeau de la Corée du Sud                  |
| Jeonbuk Hyundai Motors Second titre         |

## Classements annexes

### Buteurs
| Rang | Nom              | Équipe                 | Buts |
| 1    | Adriano          | FC Séoul               | 13   |
| 2    | Leonardo         | Jeonbuk Hyundai Motors | 10   |
| 3    | Romarinho        | El-Jaish               | 7    |
| 4    | Dejan Damjanović | FC Séoul               | 5    |
| 4    | Douglas          | Al-Ain                 | 5    |
| 4    | Igor Sergeev     | Pakhtakor Tachkent     | 5    |
| 4    | Lee Dong-gook    | Jeonbuk Hyundai Motors | 5    |
| 4    | Wu Lei           | Shanghai SIPG          | 5    |